# Vespa Vermelha (Disney)
Vespa Vermelha é um personagem antropomórfico dos quadrinhos Disney. Ele é um super-herói que faz parte do Clube dos Super-Heróis Disney. 
Junto com o Super Pateta, Morcego Vermelho e outros mais, sempre combate os crimes praticados pelo Mancha Negra, Bafo-de-Onça e outros vilões.
Vespa Vermelha é um dos raros personagens humanos criados nos quadrinhos Disney.

## Primeira aparição
Vespa Vermelha apareceu pela primeira vez na história em"The Red Wasp Mistery", publicada em 1967, nos EUA, por Paul Murry. Esta história foi publicada no Brasil na revista "Mickey" 181, de 1967, com o título "O Mistério Do Vespa Vermelha"
A primeira história criada no Brasil foi "A Volta Triunfal Do Vespa Vermelha", publicada na revista "Almanaque Disney" 45, de 1975.  
Ironicamente, este personagem só foi criado e teve apenas uma publicação nos EUA, todas as suas outras histórias foram criadas no Brasil e não foram publicadas no seu país original de criação.

## Nomes em outros idiomas
- Alemão: Rote Wespe
- Finlandês: Punainen Herhiläinen
- Francês: Frelon Rouge
- Holandês: De Rode Wesp
- Inglês: Red Wasp
- Italiano: Vespa Vermiglia
- Sueco: Röde Getingen